# Munizip al-Mardsch
Al-Mardsch, arabisch المرج, DMG al-Marǧ, ist ein Munizip, das im Nordosten der Libysch-Arabischen Republik liegt. Hauptort des Munizips ist die gleichnamige Stadt al-Mardsch.

## Geographie
Im gesamten Gebiet von al-Mardsch lebten 2003 116.318 Menschen, drei Jahre später bereits 185.848, auf einer Fläche von insgesamt 10.000 km². Im Norden grenzt das Munizip an das Mittelmeer, am Land grenzt es an folgende Munizipien:
- Munizip al-Dschabal al-Achdar – Osten
- Munizip al-Wahat – Süden
- Munizip Bengasi – Westen